# カール10世 (スウェーデン王)
カール10世グスタフ（Karl X Gustav, 1622年11月8日 - 1660年2月13日）は、スウェーデン王国のプファルツ朝初代国王（在位：1654年 - 1660年）。「バルト帝国」の絶頂を極めた武威の君主である。ポーランド・スウェーデン戦争やカール・グスタフ戦争などの「北方戦争」を引き起こし、絶対王政の基礎を築いた。
父はヴィッテルスバッハ家プファルツ系傍系のプファルツ＝クレーブルク公ヨハン・カジミール。母カタリーナはカール9世の娘でグスタフ2世アドルフの異母姉、プファルツ選帝侯ルートヴィヒ6世の外孫でもあった。元は同じくプファルツ系傍系のプファルツ＝ノイブルク公から選帝侯位を継いだフィリップ・ヴィルヘルムは又従兄に当たる。

## 生涯

### 生い立ち
プファルツ＝クレーブルク公ヨハン・カジミールとカタリーナ・アヴ・スヴェーリエ（カール9世の娘でグスタフ2世アドルフの異母姉）の息子として、1622年11月8日にニュヒェーピング城で生まれた。
カール・グスタフはレンナート・トルステンソンの軍事教育を受けて三十年戦争後期のフランス・スウェーデン戦争に参加し、1642年のブライテンフェルトの戦いと1645年のヤンカウの戦いでは戦場にいた。1646年から1648年までスウェーデン宮廷に頻繁に出入りして、従妹でグスタフ2世アドルフの娘であるクリスティーナ女王と結婚するものとされたが、クリスティーナが結婚を拒否した。クリスティーナは代償として、アクセル・オクセンシェルナ率いる元老院の反対を押し切って1649年にカール・グスタフを後継者に指名した。
1648年に三十年戦争中のドイツにおけるスウェーデン軍総司令官に任命されたが、同年にヴェストファーレン条約が締結されたことで軍功を挙げられなかった。しかしニュルンベルクでの会議にスウェーデン代表として出席したことで外交を学ぶことができた。
1652年に父ヨハン・カシミールが亡くなったことでプファルツ＝クレーブルク公を継承したが、スウェーデン王即位に際して弟アドルフ・ヨハンに譲位した。

### スウェーデン王に即位
スウェーデンにおけるクリスティーナへの不満が高まる状況において、カール・グスタフはスウェーデンに帰国したが、争いを避けてエーランド島に退くことを選んだ。そして、1654年6月5日にクリスティーナが退位したことにより国王に即位した。同年10月24日にホルシュタイン＝ゴットルプ公女ヘトヴィヒ・エレオノーラと結婚し、翌1655年に一人息子のカール11世が生まれた。
新国王には難題が山積していた。クリスティーナは財政問題を残していた。カール10世グスタフは財政に関しクリスティーナとは正反対の立場を取ったが、クリスティーナの定めた永遠の規定を尊重した為、財政問題は先送りにされた。それでもカール10世グスタフはこの問題を解決するため、1656年にスウェーデン初の銀行（ストックホルム銀行、後のリクスバンク）を創設した。
対外問題は、ポーランド・リトアニア連合、ロシア、デンマークの脅威に集約されていた。プファルツ家の王位についてはスウェーデン王家と同族でスウェーデン王位の正当な継承権を持つポーランド・リトアニア連合側から強く異議が申し立てられており、いつかはポーランド・リトアニア連合がスウェーデンに対する軍事行動に移すものと思われた。しかし同時にポーランド・リトアニア連合では、フメリニツキーの乱を発端として大規模な戦乱時代である「大洪水時代」に突入していた。これはスウェーデンにとってポーランドとの間の王位継承問題を解決、すなわちプファルツ家がスウェーデン王位につく事を正当化する絶好の機会となった。こうしてカール10世グスタフは、その全人生を賭した「北方戦争」を開始する。

### 北方戦争

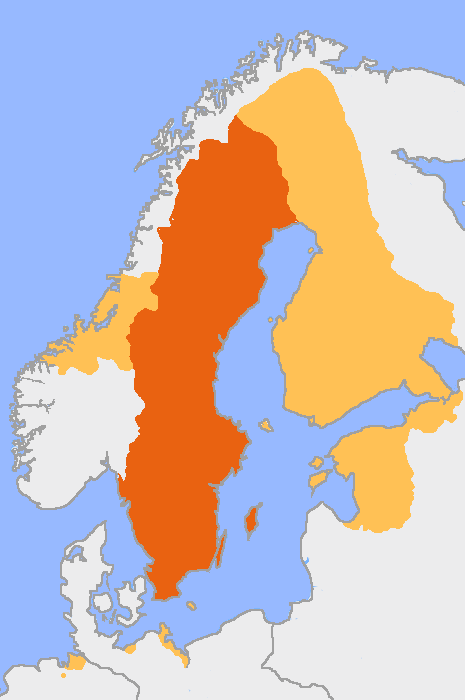
カール10世時代のバルト帝国

#### ポーランド・スウェーデン戦争
1655年、カール10世グスタフは、歴代ポーランド王が持っていたスウェーデン王位要求権を放棄させる為にポーランド・リトアニア連合（俗に「ポーランド」と呼ばれる）に侵攻した。この戦役は「ポーランド・スウェーデン戦争」と呼ばれる。ポーランド王ヤン2世は当時ポーランド・リトアニア連合のうちのポーランド王国領であったウクライナ地方とリトアニア大公国領であったベラルーシ地方で起きたウクライナ・コサックによる最大規模の反乱であるボフダン・フメリニツキーの反乱への対応に忙殺されており、その隙をついたロシアとスウェーデンの侵攻を許す事となり、ドイツへ亡命した。以後、1657年にヤン2世が戻るまでポーランドの政務は将軍達、国会（セイム）、元老院（セナト）、地方議会（セイミク）が行う事となった。
戦況が優位に動いた為余勢をかってロシアと共にポーランドの分割支配を企んだカール10世グスタフであったが、その為の交渉を持ちかけたロシアは要求を拒否し、逆にスウェーデン撃退の為のポーランド・ロシア同盟の成立を許してしまう。カール10世グスタフは代わりに、それまで何代にもわたってポーランド王の臣下であった状態から脱しようと画策しており、ポーランドがこうした大規模な戦争状態（大洪水時代）にある事を絶好の機会と見たプロイセン公兼ブランデンブルク選帝侯フリードリヒ・ヴィルヘルムとは同盟を結んだ。ところがフリードリヒ・ヴィルヘルムも独立以上の事は望まず、ましてやポーランド支配などという大それた事にはまったく乗り気ではなく、これを執拗に主張するカール10世グスタフからの離反をちらつかせるようになった。
カール10世グスタフは1656年のワルシャワの戦いでポーランド・ロシア連合軍を撃破したものの、余りにも突出したカール10世グスタフの野心の為に同盟者は離反し、その頃までにフメリニツキーの乱への対応が一段落したポーランドは、全共和国挙げていまだ強大であった国力を対スウェーデン戦争に集中するようになり、まもなく本格的な反撃を開始しはじめた。
ポーランド・リトアニア連合側は南部チェンストホヴァの「ヤスナ・グラの戦い」でスウェーデン軍の進撃を食い止めると、ポーランド貴族の司令官ステファン・チャルニェツキが率いる軍勢と、リトアニア大ヘトマン（リトアニア大元帥）の司令官ヤン・パヴェウ・サピェハが率いる軍勢がスウェーデン軍をバルト海へ一斉に押し返していった。同年にはステファン・チャルニェツキ将軍のおかげでヤン2世が亡命先からポーランドへと戻りルヴフでポーランド王としての戴冠式を行った。
1657年に行った更に大規模な反撃作戦でポーランドはスウェーデン軍を事実上の退却へと追い込んだ。フメリニツキーの乱を起こしていたウクライナ・コサック達でさえも、それまでこの反乱の首領であったフメリニツキーの死後ポーランドとの関係を全面的に回復し、1658年に自ら正式にポーランド王国に従う事になる。ついにスウェーデンはポーランドで完全に孤立したのである。政治情勢の安定を回復した共和国が未だ強大であった底力をスウェーデン撃滅に振り向け、本格的に反撃に転じると、スウェーデン軍はあっけない敗北を積み重ねた。これはカール10世グスタフのポーランドに対する野望を完全に打ち砕くのに充分であった。
ここに至ってもなおポーランド国内に留まろうとすることは、スウェーデン軍とカール10世グスタフ本人にとって非常に危険な事態を招く事となった。かといってこのままポーランドから全面撤退しスウェーデンに戻ってしまうと、この政治的・軍事的失敗によるスウェーデン国内での非難は免れず、カール10世グスタフ自身の地位を危うくすることにもなりかねなかった。カール10世グスタフの時代のスウェーデンはまだ絶対君主制に至ってはおらず、国内における支持基盤は未だ弱く、戦争の失敗は自身の失脚をも意味した。かくしてカール10世グスタフは押すわけにも引くわけにもいかない手詰まりの状態となってしまった。カール10世グスタフの妄執は、結果的にポーランドがすべてにおいて一挙に形勢を逆転してしまったのである。
スウェーデンは強力なポーランド・リトアニア連合の徹底抗戦により軍事的敗北に追い込まれたものの、スウェーデン軍の侵攻はポーランドに決定的な傷跡を残す事となった。経済は圧迫され、多くの都市、農村は破壊され、占領されたワルシャワの人口も一時は5000-6000人にまで減少したと言われている。スウェーデンとの終戦直後の穀物貿易も戦前の水準を下回る事となった。こうしたスウェーデン軍の行為もポーランド・リトアニア連合国民の憤激を買ってしまったと言えたが、スウェーデンとの戦争、及びその後のロシアとの戦争は、ポーランド・リトアニア連合の国力を消耗し、衰退の時代を招く結果となった。ポーランドの反撃作戦に加えてロシアもまた本格的にバルト地方への攻撃を開始した。ポーランドでの軍事的失敗は、カール10世グスタフにとって最悪の展開を招く結果となり、周辺諸国からの介入を招く口実ともなった。特にロシアにはフィンランドからリヴォニアまで進撃を許し占領状態に置かれるなど危機的状態であった。
こうして窮地に陥ったカール10世グスタフであったが、思わぬ所でこの手詰まり状態から脱する事になる。1657年、スウェーデンの苦境を救ったのが、皮肉にもデンマークによるスウェーデン攻撃であった。スウェーデンとカール10世グスタフの窮地を見たデンマーク王フレデリク3世は、スウェーデンに対し宣戦布告をするのである。カール10世グスタフはこのデンマークによる挑戦を、これを口実にして自身のスウェーデン国内での権威を保ちながらポーランドからの撤退をする絶好の好機と考えた。
カール10世グスタフにはポーランドでの自身の失敗に未練はあったものの、最低限の戦争目的であったスウェーデン王位継承権をめぐるポーランド王との長年の争いに関しては解消の見込みが立ったように思われた（1660年にカール10世グスタフが死ぬとスウェーデンとポーランドとの間でオリヴァ条約が締結され、ポーランド王ヤン2世はスウェーデン王位要求権を正式に放棄した）ので、これにてスウェーデンの主軍を引き連れてポーランドを撤退、デンマークとの戦闘のためにドイツへと向かう事となった。こうしてカール10世グスタフはデンマークとの決戦に望み、新たな戦役「カール・グスタフ戦争」を開始した。

#### カール・グスタフ戦争
カール10世グスタフは瞬く間にユトランド半島に進入した。半島の付け根にあるシュレースヴィヒ＝ホルシュタイン公国は彼の敵ではなかった。カール・グスタフの王妃はホルシュタイン＝ゴットルプ家の出身であり、公国はスウェーデン軍の進入を黙認、ユトランド半島はカール10世グスタフによって蹂躙された。しかしここでカール10世グスタフの進軍は終わってしまった。いくら半島を制圧しても、デンマークを屈服させる事は出来なかったのである。デンマークの切り札はデンマーク海軍であり、首都コペンハーゲンと半島は、リラベルト（小海峡）、ストーラベルト（大海峡）によって遮られていたからである。
しかしカール10世グスタフには幸運が待ちかまえていた。1658年の冬、デンマークに大寒波が押し寄せ、小海峡、大海峡共に氷結した。まさに薄氷を踏む思いであったが、カール10世グスタフは躊躇う事もなく侵攻を命じた。これをスウェーデンでは氷上侵攻と呼ぶが、これはデンマークの度肝を抜いた。スウェーデン軍の大半が氷上進軍を成し遂げ、コペンハーゲンの背後に迫った。デンマークは恭順の意を示し屈服、カール10世グスタフは北方戦争の事実上の勝者となった。この年、デンマークのロスキレでロスキレ条約が結ばれ、カール10世グスタフはスウェーデン史上最大の領土を獲得した。この時スウェーデンはスウェーデンの歴史上最大の絶頂期を築いたのであった。さらに1656年から交戦中であったロシアとも1658年末に休戦が成立し、依然東部領土はロシアの占領状態ではあったものの、危機的状態からは脱する事になった。デンマークを降ろしたカール10世は、デンマーク併合を考えたほどであったが、イングランド共和国とフランス王国の説得でこの時は諦めている。
この時、カール10世グスタフはデンマーク王フレデリク3世に対し「フレデリクよ！今や我がスウェーデン語で共に語らん」と宣言したという。このカール10世グスタフの声明と氷上侵攻は、今もスウェーデン人の誇りとして伝えられている。フレデリク3世は、3月にデンマークのフレデリクスボー城にカール10世を招き豪華な饗宴で持てなした。両国王の親しさは両国の平和が約束されたかの様であった。しかしカール10世は、デンマークへの不信を打ち消す事は出来なかった。
この条約によってスウェーデンとデンマークは休戦し、カール10世グスタフは一旦スウェーデンに帰国した。しかしカール10世グスタフは内政に集中する事が出来なかった。1658年暮れ、カール10世グスタフはデンマークがオランダに接近している事に危惧を抱き、北欧におけるヘゲモニーの完成の為に、ノルウェーを含む全デンマークの征服を目論み、1659年、再びカール10世グスタフはデンマークに侵攻した。
しかし、デンマークは既に以前のデンマークではなかった。フレデリク3世は徹底抗戦を貫き、コペンハーゲン市民はスウェーデン軍の猛攻を耐え凌ぎ、攻城戦は長期に及んだ。スウェーデンの新領土スコーネでも反乱が勃発した。この間にデンマークは、ブランデンブルク＝プロイセンと密談を交わす事に成功して反スウェーデンに引き入れ、オランダ、ハプスブルク家とも同盟を結ぶ。同盟軍はユトランド半島に進駐し、カール10世グスタフは苦境に陥ってスコーネに撤退した。
戦争は思わぬ方向に向かい、カール10世グスタフは全てのスウェーデン軍を本国に召還する事を余儀なくされた。オランダ海軍もスウェーデン海軍を苦しめた。それでもカール10世グスタフは全く戦争終結を考えず、スコーネの陣中において作戦の再考に専念したが、突然熱病に冒され、そのまま陣中で崩御した。38歳であった。

#### 北方戦争の終結
カール10世グスタフの崩御によって北方戦争は終結へと至った。度重なる戦争でスウェーデン財政は悪化していた。この年の4月にポーランドとオリヴァ条約、5月にデンマークとコペンハーゲン条約が結ばれ、交戦国と和睦した。ポーランドにはスウェーデンの主権下となったリガを除いて獲得した貿易港を返還し、デンマークには獲得した領土の一部を返還したが、バルト海における一定の覇権を確立する事には成功した。さらにポーランドはスウェーデン王位要求権を完全に放棄した事でスウェーデンとポーランド間の対立は終り、大洪水時代から続くロシア・ポーランド戦争による疲弊と破産からはスウェーデンは免れた。
カール10世グスタフの人生は戦争の連続であった。彼は軍人国王であり、軍事国家としてのスウェーデンを象徴するものであった。国力の消耗とともに、その崩御はスウェーデンにおける軍国時代の終わりを意味した。プファルツ王朝は世襲を認められたが、息子のカール11世グスタフはまだ4歳であった。カール11世には摂政がおかれ、スウェーデン・バルト帝国は新たな局面を迎える事となった。なお、カール10世グスタフの時代のスウェーデンはまだ絶対君主制に至ってはいなかったがその下地が築かれたとされ、孫のカール12世に至る時代を「カール朝絶対主義」（det karolinska envaldet）とも呼ぶ。
北方戦争の全面的な終結は、カール10世グスタフの崩御1年後にロシアとのカディス条約の締結とロシア軍の撤退を以て終了した。

## 系譜
| カール10世 | 父: ヨハン・カジミール (プファルツ＝クレーブルク公) | 祖父: ヨハン1世 (プファルツ＝ツヴァイブリュッケン公) | 曽祖父: ヴォルフガング (プファルツ＝ツヴァイブリュッケン公) |
| カール10世 | 父: ヨハン・カジミール (プファルツ＝クレーブルク公) | 祖父: ヨハン1世 (プファルツ＝ツヴァイブリュッケン公) | 曽祖母: アンナ（ヘッセン方伯女）[1]                         |
| カール10世 | 父: ヨハン・カジミール (プファルツ＝クレーブルク公) | 祖母: マグダレーネ                                   | 曽祖父: ヴィルヘルム5世 (ユーリヒ＝クレーフェ＝ベルク公)[2] |
| カール10世 | 父: ヨハン・カジミール (プファルツ＝クレーブルク公) | 祖母: マグダレーネ                                   | 曽祖母: マリア[3]                                           |
| カール10世 | 母: カタリーナ                                      | 祖父: カール9世[4]                                   | 曽祖父: グスタフ1世                                         |
| カール10世 | 母: カタリーナ                                      | 祖父: カール9世[4]                                   | 曽祖母: マルガレータ                                        |
| カール10世 | 母: カタリーナ                                      | 祖母: アンナ・マリア                                 | 曽祖父: ルートヴィヒ6世 (プファルツ選帝侯)                  |
| カール10世 | 母: カタリーナ                                      | 祖母: アンナ・マリア                                 | 曽祖母: エリーザベト(ヘッセン方伯女)[1]                     |

[1]は共にヘッセン方伯フィリップ1世とザクセン公女クリスティーナの娘で、姉妹。
[2]の姉はイングランド王ヘンリー8世妃アン・オブ・クレーブス。
[3]の父は神聖ローマ皇帝フェルディナント1世。
[4]の兄はスウェーデン王ヨハン3世。

## 系図
| （ヴァーサ朝） グスタフ1世 |            |            |            |            |            |              |              |              |              |              |              |                             |                             |                             |                             |                             |                             |                        |                        |                        |                        |                        |                        |  |  |                              |                              |                              |                              |                              |                              |  |  |  |  |  |  |  |  |
|                            |            |            |            |            |            |              |              |              |              |              |              |                             |                             |                             |                             |                             |                             |                        |                        |                        |                        |                        |                        |  |  |                              |                              |                              |                              |                              |                              |  |  |  |  |  |  |  |  |
|                            |            |            |            |            |            |              |              |              |              |              |              |                             |                             |                             |                             |                             |                             |                        |                        |                        |                        |                        |                        |  |  |                              |                              |                              |                              |                              |                              |  |  |  |  |  |  |  |  |
| エリク14世                 | エリク14世 | エリク14世 | エリク14世 | エリク14世 | エリク14世 | ヨハン3世    | ヨハン3世    | ヨハン3世    | ヨハン3世    | ヨハン3世    | ヨハン3世    | カール9世                   | カール9世                   | カール9世                   | カール9世                   | カール9世                   | カール9世                   |                        |                        |                        |                        |                        |                        |  |  |                              |                              |                              |                              |                              |                              |  |  |  |  |  |  |  |  |
| エリク14世                 | エリク14世 | エリク14世 | エリク14世 | エリク14世 | エリク14世 | ヨハン3世    | ヨハン3世    | ヨハン3世    | ヨハン3世    | ヨハン3世    | ヨハン3世    | カール9世                   | カール9世                   | カール9世                   | カール9世                   | カール9世                   | カール9世                   |                        |                        |                        |                        |                        |                        |  |  |                              |                              |                              |                              |                              |                              |  |  |  |  |  |  |  |  |
|                            |            |            |            |            |            |              |              |              |              |              |              |                             |                             |                             |                             |                             |                             |                        |                        |                        |                        |                        |                        |  |  |                              |                              |                              |                              |                              |                              |  |  |  |  |  |  |  |  |
|                            |            |            |            |            |            | シギスムンド | シギスムンド | シギスムンド | シギスムンド | シギスムンド | シギスムンド | カタリーナ                  | カタリーナ                  | カタリーナ                  | カタリーナ                  | カタリーナ                  | カタリーナ                  | グスタフ2世アドルフ    | グスタフ2世アドルフ    | グスタフ2世アドルフ    | グスタフ2世アドルフ    | グスタフ2世アドルフ    | グスタフ2世アドルフ    |  |  |                              |                              |                              |                              |                              |                              |  |  |  |  |  |  |  |  |
|                            |            |            |            |            |            | シギスムンド | シギスムンド | シギスムンド | シギスムンド | シギスムンド | シギスムンド | カタリーナ                  | カタリーナ                  | カタリーナ                  | カタリーナ                  | カタリーナ                  | カタリーナ                  | グスタフ2世アドルフ    | グスタフ2世アドルフ    | グスタフ2世アドルフ    | グスタフ2世アドルフ    | グスタフ2世アドルフ    | グスタフ2世アドルフ    |  |  |                              |                              |                              |                              |                              |                              |  |  |  |  |  |  |  |  |
|                            |            |            |            |            |            |              |              |              |              |              |              | （プファルツ朝） カール10世 | （プファルツ朝） カール10世 | （プファルツ朝） カール10世 | （プファルツ朝） カール10世 | （プファルツ朝） カール10世 | （プファルツ朝） カール10世 | クリスティーナ         | クリスティーナ         | クリスティーナ         | クリスティーナ         | クリスティーナ         | クリスティーナ         |  |  |                              |                              |                              |                              |                              |                              |  |  |  |  |  |  |  |  |
|                            |            |            |            |            |            |              |              |              |              |              |              | （プファルツ朝） カール10世 | （プファルツ朝） カール10世 | （プファルツ朝） カール10世 | （プファルツ朝） カール10世 | （プファルツ朝） カール10世 | （プファルツ朝） カール10世 | クリスティーナ         | クリスティーナ         | クリスティーナ         | クリスティーナ         | クリスティーナ         | クリスティーナ         |  |  |                              |                              |                              |                              |                              |                              |  |  |  |  |  |  |  |  |
|                            |            |            |            |            |            |              |              |              |              |              |              | カール11世                  |                             |                             |                             |                             |                             |                        |                        |                        |                        |                        |                        |  |  |                              |                              |                              |                              |                              |                              |  |  |  |  |  |  |  |  |
|                            |            |            |            |            |            |              |              |              |              |              |              |                             |                             |                             |                             |                             |                             |                        |                        |                        |                        |                        |                        |  |  |                              |                              |                              |                              |                              |                              |  |  |  |  |  |  |  |  |
|                            |            |            |            |            |            |              |              |              |              |              |              |                             |                             |                             |                             |                             |                             |                        |                        |                        |                        |                        |                        |  |  |                              |                              |                              |                              |                              |                              |  |  |  |  |  |  |  |  |
|                            |            |            |            |            |            |              |              |              |              |              |              | カール12世                  | カール12世                  | カール12世                  | カール12世                  | カール12世                  | カール12世                  | ウルリカ・エレオノーラ | ウルリカ・エレオノーラ | ウルリカ・エレオノーラ | ウルリカ・エレオノーラ | ウルリカ・エレオノーラ | ウルリカ・エレオノーラ |  |  | （ヘッセン朝） フレドリク1世 | （ヘッセン朝） フレドリク1世 | （ヘッセン朝） フレドリク1世 | （ヘッセン朝） フレドリク1世 | （ヘッセン朝） フレドリク1世 | （ヘッセン朝） フレドリク1世 |  |  |  |  |  |  |  |  |
|                            |            |            |            |            |            |              |              |              |              |              |              | カール12世                  | カール12世                  | カール12世                  | カール12世                  | カール12世                  | カール12世                  | ウルリカ・エレオノーラ | ウルリカ・エレオノーラ | ウルリカ・エレオノーラ | ウルリカ・エレオノーラ | ウルリカ・エレオノーラ | ウルリカ・エレオノーラ |  |  | （ヘッセン朝） フレドリク1世 | （ヘッセン朝） フレドリク1世 | （ヘッセン朝） フレドリク1世 | （ヘッセン朝） フレドリク1世 | （ヘッセン朝） フレドリク1世 | （ヘッセン朝） フレドリク1世 |  |  |  |  |  |  |  |  |